# 197-я стрелковая дивизия (2-го формирования)
197-я стрелковая дивизия (2-го формирования) — воинское соединение Красной армии, сформированное на территории Краснодарского края в 1942 году.
За мужество и героизм личного состава формирование удостоено почётного звания «Гвардейская» получила новый войсковой номер, и 3 января 1943 года, преобразована в 59-ю гвардейскую стрелковую дивизию.

## История

### Формирование
Сформирована в городе Армавир, Краснодарского края, в марте 1942 года как 197-я стрелковая дивизия (2-го формирования). В её состав вошли управление, 828-й, 862-й, 889-й стрелковые, 261-й артиллерийский полки и другие части. До июля 1942 года дивизия входила в состав войск 7-й резервной армии Северо-Кавказского военного округа, затем 5-й резервной армии Ставки ВГК.

### Боевой путь
На Сталинградское направление 197-я стрелковая дивизия под командованием полковника М. И. Запорожченко передана 12 июля 1942 года.
Впервые вступила в бой под Сталинградом в июле 1942 года в составе 63-й армии (с 1 ноября 1-я гвардейская армия), в которой вела боевые действия до начала декабря. В ходе ожесточённых оборонительных боёв в районе Вёшенская, Еланская части дивизии во взаимодействии с другими соединениями армии отразили наступление немецких войск и в ночь с 19 на 20 августа сами перешли в наступление. Форсировав р. Дон по натянутым над водой тросам в районе Еланской, они захватили плацдарм на правом берегу реки, названный Еланским, который впоследствии был использован советскими войсками при переходе в контрнаступление. В этих боях дивизия уничтожила до 2 тыс. солдат и офицеров противника, много военной техники и оружия. В ходе контрнаступления советских войск под Сталинградом и освобождения ими Донбасса дивизия во взаимодействии с другими соединениями 1-й гвардейской армии (с 5 дек. 1942 З-я гв. А) прошла с боями свыше 200 км, освободила 170 населённых пунктов, в том числе г. Ворошиловград (14 февр. 1943), захватила до 8 тысяч пленных и большие трофеи.
3 января 1943 года «за проявленные в боях с немецко-фашистскими захватчиками отвагу, стойкость, мужество и героизм» личного состава была преобразована в 59-ю гвардейскую стрелковую дивизию.
Войну закончила как 59-я гвардейская стрелковая Краматорская Краснознамённая, орденов Суворова и Богдана Хмельницкого дивизия.

## Состав
- управление
- 828-й стрелковый полк
- 862-й стрелковый полк
- 889-й стрелковый полк,
- 261-й артиллерийский полк,
- 418-й отдельный истребительно-противотанковый дивизион,
- 472-я зенитная автотранспортная рота,
- 255-я отдельная разведывательная рота,
- 261-й отдельный сапёрный батальон,
- 617-й отдельный батальон связи,
- 124-й медико-санитарный батальон,
- 160-я отдельная рота химической защиты,
- 538-я автотранспортная рота,
- 381-я полевая хлебопекарня,
- 851-й дивизионный ветеринарный лазарет,
- 1965-я (1840-я) полевая почтовая станция,
- 1159-я полевая касса Госбанка.

Период вхождения в состав Действующей армии:
- 12.7.1942 года-3.1.1943 года[2]

## Подчинение
- на 01.04.1942 г. — Северо-Кавказский ВО
- на 01.05.1942 г. — Северо-Кавказский ВО
- на 01.06.1942 г. — Резерв ставки ВГК — 5-я резервная армия
- на 01.07.1942 г. — Резерв ставки ВГК — 5-я резервная армия
- на 01.08.1942 г. — Сталинградский фронт — 63 А
- на 01.09.1942 г. — Сталинградский фронт — 63 А
- на 01.10.1942 г. — Донской фронт — 63 А
- на 01.11.1942 г. — ЮЗФ — 63 А
- на 01.12.1942 г. — ЮЗФ — 1 гв. А
- на 01.01.1943 г. — ЮЗФ — 3 гв. А[3]

## Командование
- Командир
- Запорожченко, Михаил Иванович (06.03.1942 — 03.01.1943), полковник, с 14.10.1942 года генерал-майор
- Карамышев, Георгий Петрович с 1 февраля 1943 года